# Charles Dumont de Sainte Croix

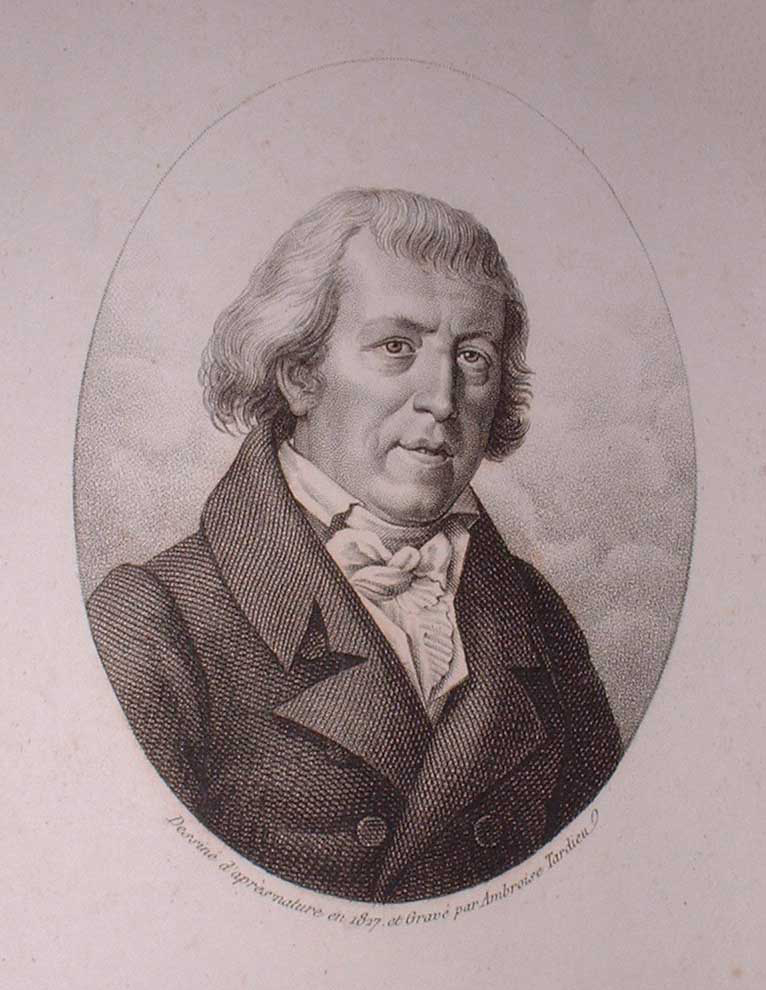
Charles Dumont de Sainte Croix (1817)

Charles Henri Frédéric Dumont de Sainte Croix (* 27. April 1758 in Oisement bei Abbeville; † 8. Januar 1830) war ein französischer Jurist und Amateur-Ornithologe. Sein Autorenkürzel lautet Dumont.

## Leben
Sein Vater war der königliche Richter Jean Charles Nicolas Dumont († 1788), seine Mutter Marie Thérèse Magnier. Der Politiker André Dumont (1764–1838) war sein Bruder. Charles Dumont wurde Anwalt am königlichen Hof in Paris, Abteilungsleiter im Justizministerium unter Louis Gohier, Direktor des Rechts-Ausschusses  und Mitglied mehrerer Gelehrtengesellschaften.
Dumont wurde auf Anordnung des Wohlfahrtsausschusses inhaftiert, als er anlässlich des Prozesses gegen den General Custine ein Plakat aufhängte, das an die Grundsätze der Justiz erinnern sollte. Nach dem Sturz Robespierres wurde Dumont auf freien Fuß gesetzt und zeichnete sich in der Folge durch eine Reihe von Schriften aus, darunter auch ornithologische Beiträge, insbesondere den Band zur Ornithologie im Dictionnaire des Sciences Naturelles von F. G. Levrault.

## Familie
Dumont de Sainte Croix heiratete zweimal. In erster Ehe heiratete er am 28. Januar 1795 Amélie (* 1778), Tochter von Joachim Filleul, Verwalter des Schloss Choisy in Choisy-le-Roy. Bereits am folgenden 17. Juli ließ er sich scheiden. Am 15. November 1797 verheiratete er sich mit Rosalie Rey de Neuvie (1777-1854), Tochter von Rey de Neuvié, Rechtsanwalt und Bibliothekar beim Rat der Fünfhundert.
Mit seiner zweiten Frau hatte drei Töchter:
- Rose Henriette Dumont (1798–1848), sie heiratete André Pierre Charles Lamouroux (1798–1877), Präfekturrat, Ritter der Ehrenlegion und Bruder des Biologen Jean Vincent Félix Lamouroux.
- Marie Clémence Dumont (1800–1834), sie heiratete 1827 den Naturforscher René Primevère Lesson (1794-1849), Witwer von Jeanne Zoé Massiou.
- Zoé Dumont (1806-1849), sie heiratete 1837 General Émile Perrodon (1794-1872), Witwer von Amandine de Bonnevie-Pogniat.

## Werke (Auswahl)
- 1795 Mémoire d’un détenu
- F. G. Levrault (Hrsg.): Dictionnaire des Sciences Naturelles. Levrault, Paris 1830 (Google Books).